# Northland Peninsula
Die Northland Peninsula, früher als North Auckland Peninsula bezeichnet, befindet sich im Norden der Nordinsel von Neuseeland. Beide Bezeichnungen sind nicht offiziell vom Land Information New Zealand (LINZ) registriert, werden aber in der Literatur für die rund 330 km lange und bis zu 85 km breite Landzunge verwendet.

## Geographie
Die genaue Abgrenzung der Halbinsel nach Süden hin fällt schwer, da hierfür mehrere Punkte in Betracht kommen: An der Grenze der beiden Verwaltungsregionen, nahe der Ortschaft Wellsford, ist die Halbinsel nur ungefähr 15 km breit. Innerhalb des Ballungsraumes von Auckland gibt es jedoch noch zwei Stellen, an denen die Northland Peninsula eine geringere Breite aufweist. Im Westen der Stadt reicht der Whau River, ein Seitenarm des Waitematā Harbour, bis zu 2 km nah an den Manukau Harbour heran. Wenige Kilometer südöstlich davon liegt die Landenge von Ōtāhuhu. Dort reicht ein Arm des Hauraki Gulf an der Ostküste bis auf nur 1200 m an die Manukau's Waters heran. Aufgrund dieser topographischer Gegebenheiten gehören die größten Teile der Metropole sowie der Region − einschließlich Auckland City − zur Northland Peninsula.
Trotz dieser eindeutigen geographischen Lage Aucklands auf der Halbinsel bevorzugt ein Großteil der neuseeländischen Bevölkerung die Bezeichnung Isthmus von Auckland für die Lage der Großstadt (insbesondere von Auckland City). Unter Berücksichtigung dieser Tatsache erstreckt sich die Halbinsel rund 330 km in nordwestliche Richtung, dabei hat sie eine maximale Breite von 85 km. Von dieser großen Halbinsel zweigen auf der ganzen Länge unzählige kleinere Halbinseln ab. Die letzten 82 km ihrer Länge werden gleichzeitig zur Aupōuri Peninsula gezählt, ganz im Norden der Insel verringert sich ihre Breite auf rund 11 km.
Am nördlichen Ende gibt es zahlreiche Kaps, die häufig irrtümlich als die nördlichsten Punkte der Nordinsel angesehen werden, am bekanntesten sind wohl Cape Reinga / Te Rerenga Wairua und Cape Maria van Diemen. Tatsächlich aber bilden die Surville Cliffs in der Nähe des North Cape, die auf einem Breitengrad von 34° 23' 47" Süd liegen, den nördlichsten Punkt der Insel.
Etwa 30 km südöstlich von Dargaville und ungefähr 50 km nördlich von Auckland weist die Halbinsel an der Westküste zur Tasmansee hin einen großen Einschnitt auf. Der Kaipara Harbour zählt zu den größten Naturhäfen der Erde und dehnt sich in Nord-Süd-Richtung bis zu 65 km aus. Weiter nördlich existiert noch ein weiterer, kleinerer Naturhafen, der Hokianga Harbour, der historisch und kulturell eine enorme Bedeutung für Neuseeland, besonders für seine Ureinwohner, die Māori, hat.

## Verwaltungsgliederung und Städte
80 % der Halbinsel werden von der Region Northland verwaltet, die Region Auckland ist für die südlichen 20 % zuständig.
Ein anderer Ort auf der Northland Peninsula von historischer Wichtigkeit ist Waitangi in der Bay of Islands, der eine der ersten Siedlungen des kolonialen Neuseeland darstellte. Waitangi ist außerdem der Ort, an dem der Vertrag von Waitangi geschlossen wurde, welcher als das Gründungsdokument des heutigen Neuseelands angesehen wird. Die größte Siedlung auf der Northland Peninsula − abgesehen von der Millionenmetropole Auckland − ist Whangārei mit ungefähr 50.000 Einwohnern, welche an dem Naturhafen Whangārei Harbour liegt, der in den Pazifischen Ozean mündet.